# 감탄사
감탄사(感歎詞) 또는 간투사(間投詞), 감동사(感動詞)는, 품사 중 하나로 감탄이나 놀람, 느낌, 응답을 나타내는 품사이다. 활용을 하지 않은 불변어의 일종이고, 주로 1인칭 시점으로 쓰인다. 보통 앞이나 뒤의 단어의 맥락에 영향을 주지 않고 그 자체로만 쓰여 독립언(獨立言)이라고도 한다. 주로 구어체가 포함된 된 문학 작품이나 일상 생활, 방송에서 쓰인다. 감탄사는 때때로, 단어 하나와 마침표로만 이루어진 문장으로 쓰이기도 한다.

## 분류
감탄사는 크게 세 가지로 나눌 수 있다.
1. 감정 감탄사：기쁨, 놀람 등의 감정을 나타냄. 한국어의 하하, 영어의 yuck 등이 여기에 해당.
2. 의지 감탄사：말하는 사람의 의지를 나타내는 감탄사. 한국어의 오냐, 영어의 sh 등이 여기에 해당.
3. 입더듬/입버릇 감탄사：말을 하는 습관이나 입버릇 때문에 불필요하게 자꾸 사용하거나 말을 하기에 더듬거릴 때 사용하는 감탄사. 한국어의 에헴, 영어의 um 등이 여기에 해당.

## 같이 보기
- 담화 표지
- 분류:감탄사